# Володимирівка (Безенчуцький район)
Володимирівка (рос. Владимировка) — село в Безенчуцькому районі Самарської області Російської Федерації.
Населення становить 462 особи. Входить до складу муніципального утворення сільське поселення Катеринівка.

## Історія
Населений пункт розташований у межах українського етнічного та культурного краю Жовтий Клин.
Від 2005 року входило до складу муніципального утворення сільське поселення Катеринівка.

## Населення
| 2010 | 2012 | 2013 | 2014 | 2015 | 2016 |
| ---- | ---- | ---- | ---- | ---- | ---- |
| 422  | ↘406 | ↘401 | →401 | ↗417 | ↗462 |